# 祥波书院
祥波書院（英文：Harmonia College），是香港中文大學（深圳）的第四所书院，於2018年成立。書院受捐於歲寶百貨公司，並以歲寶百貨前董事會主席楊祥波之名命名。

## 歷史
祥波书院是香港中文大学（深圳）的第四所书院，由岁宝集团董事局前主席杨祥波捐資設立，為为了表彰其对学校的贡献，大學理事会批准将第四间书院命名为祥波书院。
祥波書院於2018年3月29日正式成立。當天上午，香港行政長官林鄭月娥與深圳市委書記王偉中出席書院成立典禮。
書院於2018年9月正式招收第一批新生，共七百余名。截至2022年，居住在书院的学生总数已超过一千四百人。

## 文化

### 院訓
祥波书院的院训是「博學慎思 弘毅致遠」，分别引自《中庸》、《论语》和《诫子书》：
|                 | 博学之、审问之、慎思之、明辨之、笃行之 |
| ——《礼记·中庸》 |                                        |

|                   | 士不可以不弘毅，任重而道远 |
| ——《论语·泰伯章》 |                            |

|              | 非淡泊无以明志，非宁静无以致远 |
| ——《诫子书》 |                                |

取意即希望學生博大和宽容，能兼容并包，具有国际视野和开放胸襟，是為「博學」；同時亦要周全地思考，精思熟虑，通过自己的思辨来仔细考察、分析，是為「慎思」；「弘毅」即希望學生志向远大，意志坚毅，富有社会责任感；「致遠」則为實現遠大目标，追求卓越之意。院訓對應的英文版為 "Scholarship, Perseverance, In Pursuit of Excellence"。

### 院徽
祥波书院的院徽由图案和文字组成，文字包括院名“祥波”和院训“博学慎思 弘毅致远”，为香港中文大学（深圳）校长徐扬生教授题词。
院徽图案为海鸥展翅翱翔之景。海鸥象征和平、平安，呼应祥波书院的“祥”字；海鸥常飞翔于波澜壮阔的海面之景，亦呼应祥波书院的“波”字。同时，海鸥的形象也具有搏击长空，坚韧不拔的寓意，是院训“博学慎思 弘毅致远”所蕴含的书院精神的表现。
院徽由蓝、白、金三种颜色组成。蓝色和白色为书院院色。白色象征圣洁的祥云，呼应院名“祥”字；蓝色象征波澜壮阔的大海，呼应院名“波”字。金色的院徽外框型似运动场上的跑道，蕴含书院致力于发展体育特色的使命，也寓意书院的创立为广大祥波学子未来的成长铺就金色大道。“祥风时雨，波澜壮阔”寓意祥波学子今日在校刻苦用功，潜心修炼，将来厚积薄发，在波澜壮阔的世界大展宏图。

### 使命
祥波書院的使命為：培育学生高尚的道德标准与情操；激发学生终身学习的兴趣与创造力；激发学生对运动的兴趣，培养健康向上的体育精神。

## 行政架构

### 主管人員
代理院長：潘文安教授

### 歷任院長
| 屆次 | 姓名        | 任期            | 参考 |
| ---- | ----------- | --------------- | ---- |
| 1    | 葉立新 教授 | 2018年 - 2024年 |      |
| 代理 | 潘文安 教授 | 2024年 -        |      |

### 書院董事會
- 主席：楊黃雪蓉女士
- 副主席：劉遵義教授
- 委員：杨题维先生、徐扬生教授、朱世平教授、潘文安教授、楊紹信博士、方正博士、姜洋先生、陳新滋教授、紀文鳳女士[9]。

## 書院設施

### 宿舍
祥波书院傍山而建，緊鄰大運自然公園，共由四栋建筑组成，占地面积为上园四所书院中之最大。书院拥有约四百间标准宿舍，宿舍家具主要为上床下桌型，宿舍内配有空调。此外，每层宿舍配有公共茶水间、洗手间、淋浴间以及导师房；每栋宿舍楼配有洗衣房以及公共晾晒区域。

### 功能房
书院内的功能房类型多样，旨在丰富书院生活及为学生全人教育提供硬件基础。其中，学习类的功能房含：自习室、研讨室与阅览室；社交娱乐类含：学生活动室、多功能活动室、榻榻米室；体育类含：美式桌球室、乒乓球室与形体室；文艺类含钢琴室、乐队排练室与艺术工作室。

### 餐廳
祥波書院擁有一家餐廳，名為“香波餐廳”，主要提供西餐。

## 姊妹書院
- 新亞書院[11]
- 善衡書院[12]

## 參閱
- 香港中文大學（深圳）

## 外部連結
- 香港中文大學（深圳）祥波書院官方網站 （页面存档备份，存于）